# Angers IceParc
 (avril 2025).
Angers IceParc, est le nom donné à la patinoire d'Angers.
Elle est le lieu de résidence du club professionnel de hockey sur glace des Ducs d'Angers, du club de hockey amateur et des clubs de patinage : l'ADSG (Angers Danse et Sports de Glace) et l'ASGA (Association des sports de glace d'Angers).

## Construction
Sa construction a commencé en novembre 2017 pour remplacer la patinoire du Haras devenue trop vétuste et coûteuse. L'enceinte a été dessinée par le cabinet d'architecture Chabanne, construite par Alter construction sous la maîtrise d'ouvrage de la ville d'Angers. Son inauguration a lieu le 13 septembre 2019.
La gestion de la patinoire est confiée à l'UCPA.

## Infrastructure
La patinoire comporte, outre des locaux administratifs ou réservés aux clubs résidents, une piste de glace principale de 60 m de longueur et de 30 m de large, entourée d'une tribune de 2 500 places (extensible à 3 500) et une piste annexe de 56 m sur 26 m entourée d’un espace extérieur de glisse.
Elle abrite également un espace café-restauration pour la piste et ouvert sur l’extérieur.

## Événements
- le Trophée de France de patinage artistique pour les éditions de 2022, 2023, 2024 et 2025.

## Pour approfondir